# Drachenhaus (Trier)

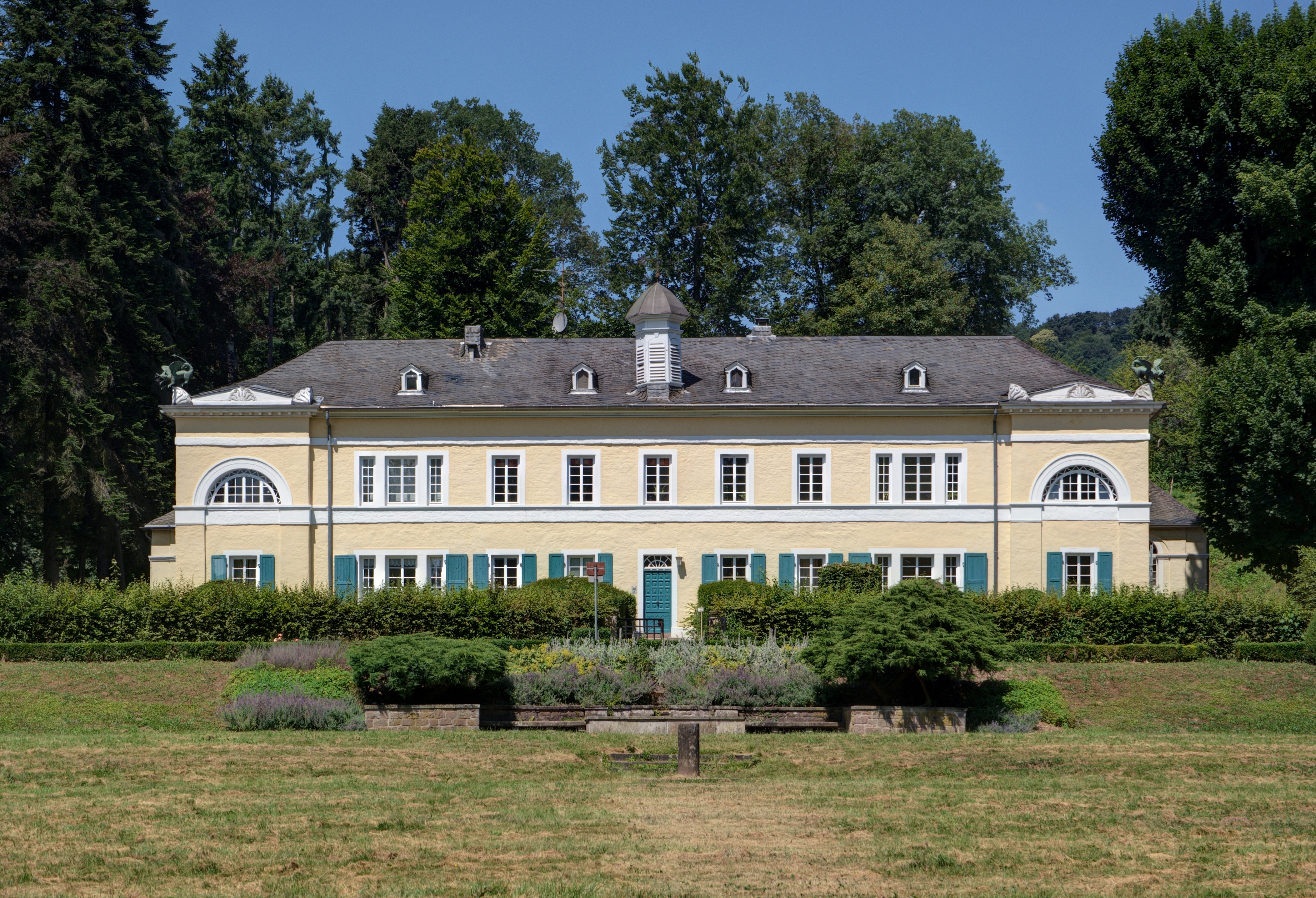
Vom Rosengarten aus gesehen

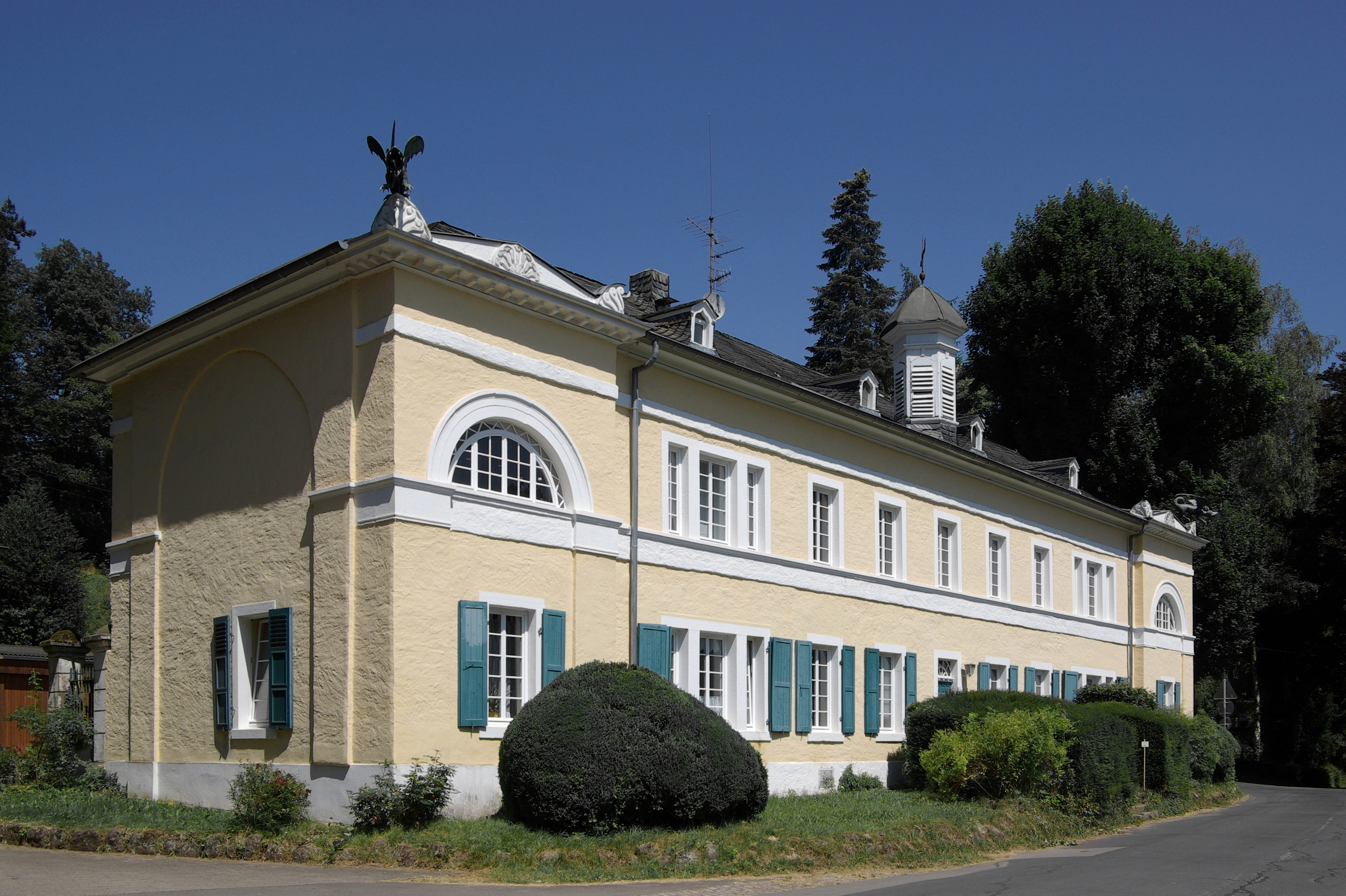
Von der Straße aus gesehen

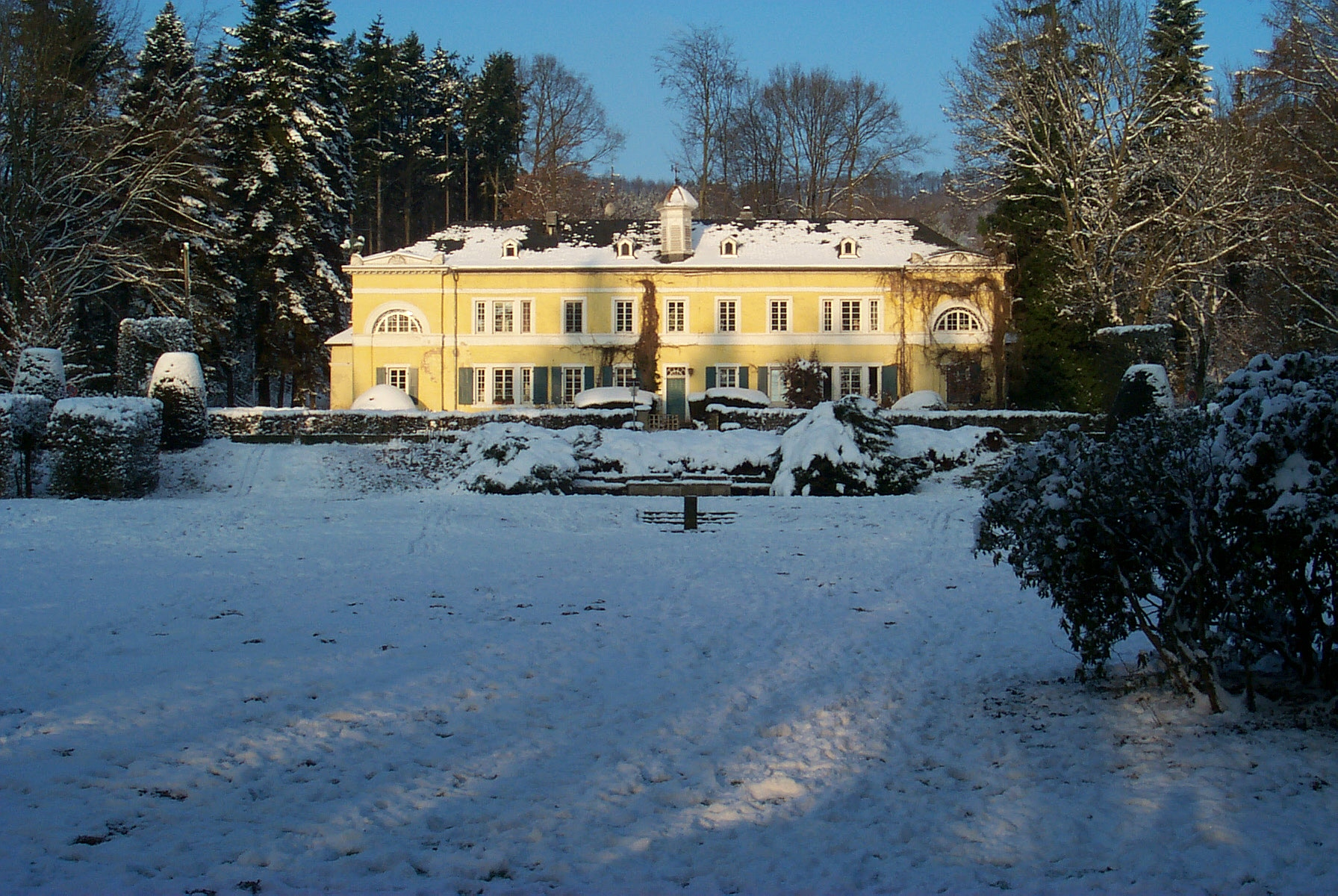
Das Drachenhaus im Winter

Das Drachenhaus im Stuckradweg 5 in Trier ist ein klassizistisches Gebäude oberhalb des Trierer Stadtteils Pallien.

## Geschichte
Um 1819 kaufte der Trierer Oberbürgermeister Wilhelm von Haw die Ländereien auf, auf denen er 1823 seine Privatvilla errichten ließ. Dazu gehörte auch das sogenannte Mergener Grünhäuschen. Dieses kleine Hofgut hatte ursprünglich dem Kloster St. Marien gehört und wurde 1829 durch das Drachenhaus ersetzt, das als Ökonomiegebäude für die Villa Weißhaus dienen sollte. Das Drachenhaus liegt etwa 200 Meter nordwestlich der Villa im Gelände des ehemaligen Rosengartens.

Prinz Heinrich, Statthalter von Luxemburg

Nachdem Wilhelm von Haw 1862 gestorben war, kaufte der Statthalter von Luxemburg, Prinz Heinrich der Niederlande, das Anwesen auf. Dieser machte aus dem Drachenhaus eine Wohnstatt für seinen Förster. Später ging das Gebäude, das heute als Mietshaus dient, in städtischen Besitz über. Wie zu Prinz Heinrichs Zeit ist heute (2011) die städtische Revierförsterei Weisshaus-Pfalzel, die 1400 ha Stadtwald und das Wildgehege betreut, einschließlich des Betriebshofs im Drachenhaus untergebracht. Darüber hinaus sind vier Wohnungen vermietet. In unmittelbarer Nähe befindet sich ein Blockhaus mit einem Waldmuseum, ein Waldlehrpfad und ein Wildgehege.

## Bauwerk

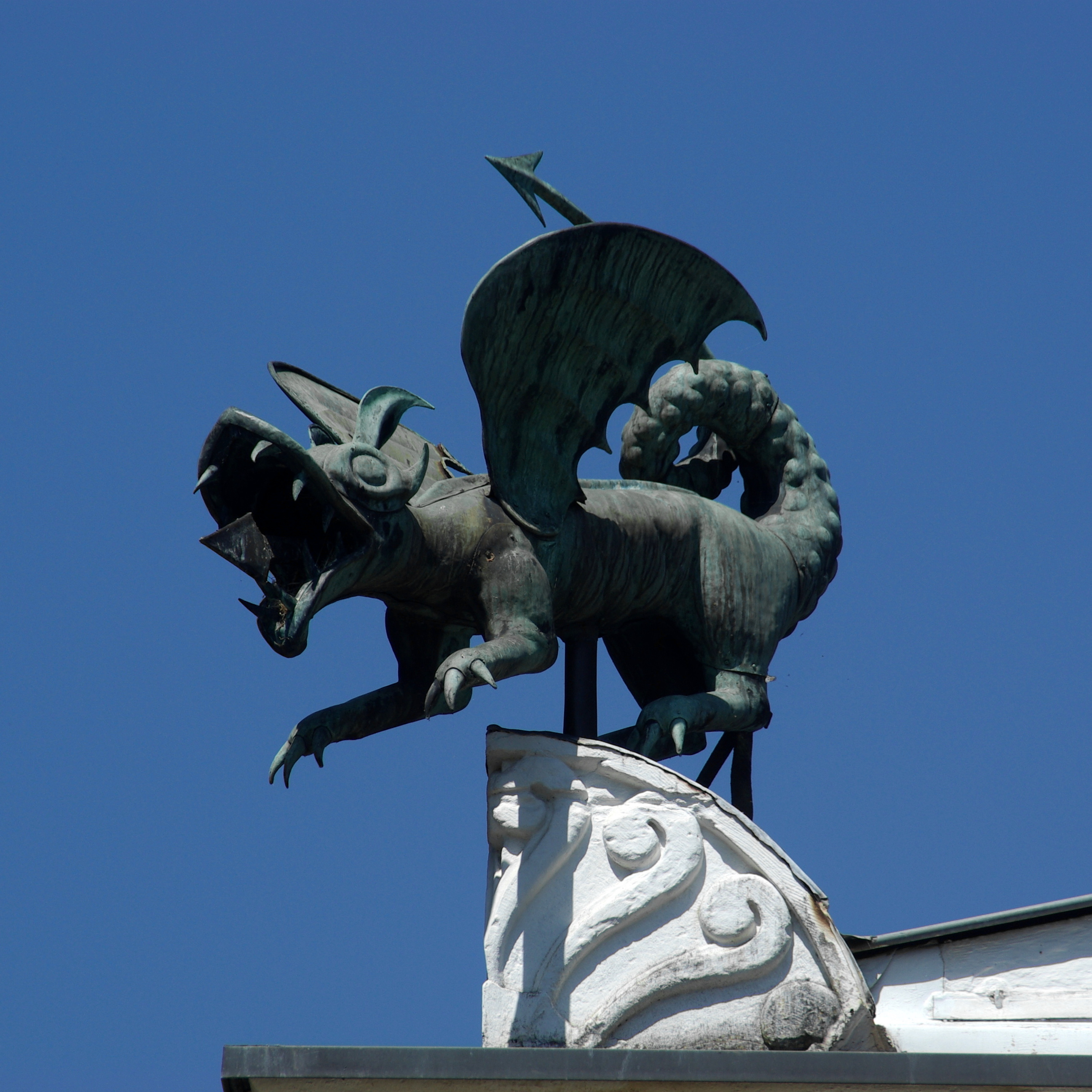
Linker Drache

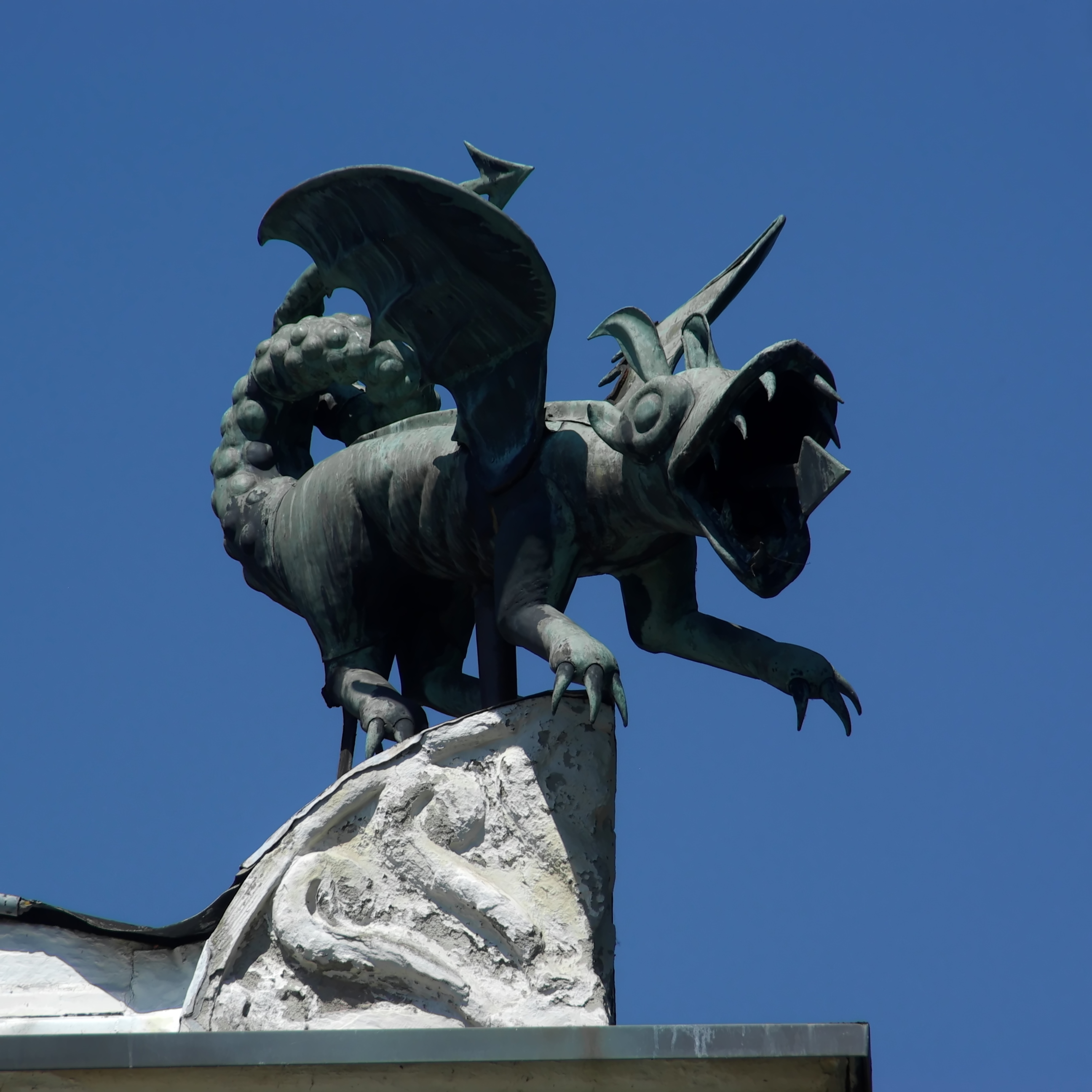
Rechter Drache

Benannt ist das Drachenhaus nach den beiden kupfernen Drachen, die auf seinen Eckrisaliten montiert sind. Allerdings befanden sich diese Drachen, die ursprünglich einem Trierer Stadthaus in der Simeonstraße als Wasserspeier dienten, nicht von Anfang an auf dem Drachenhaus, sondern wurden erst einige Jahre später hinzugefügt.
Die Fassade ist symmetrisch gestaltet. Über der Tür befindet sich ein fächerartig unterteiltes Oberlicht. Beide Geschosse besitzen fünf gleichartig gestaltete Achsen mit je einem Fenster, an die sich außen je eine Achse mit drei Fenstern anschließt. Von diesen drei Fenstern ist das mittlere gleich groß wie die Fenster in der Mitte der Fassade, die beiden äußeren sind schmäler. An diese dreifenstrigen Achsen schließen sich die beiden Risalite an. Diese besitzen im Erdgeschoss jeweils ein normales Fenster, im Obergeschoss ein großes Halbrundfenster; die Wandfläche ist hier etwas nach hinten versetzt. Unter dem Dachvorsprung sind Konsolen zu sehen, oberhalb der Traufe Akroterien.
Die Hofflügel des Drachenhauses sind nach außen fensterlos, zur Hofseite hin haben sie im unteren Geschoss je fünf Fenster und zwei Türen, im Halbgeschoss darüber fünf Lünetten über einem Gesimsband.
Die Fenster der Seitentrakte sind mit Thermenfenstern vergleichbar. Das Gebäude gilt, wie auch die Villa, zu der es gehörte, als Zeugnis des preußischen Klassizismus, der vom Stadtbaumeister Johann Georg Wolff vertreten wurde. Architekt des Drachenhauses war allerdings nicht Wolff selbst.